# Shiloh (contea di Richland, Ohio)
Shiloh è un villaggio degli Stati Uniti d'America, situato nello stato dell'Ohio, nella contea di Richland.